# Прокляття (телесеріал, 2023)
«Прокляття» (ісп. El maleficio) — мексиканський телесеріал 2023 року у жанрі драми, жахів, трилера та створений компанією TelevisaUnivision. В головних ролях — Фернандо Колунга, Марлене Фавела, Хуліан Гіл, Жаклін Андере, Софія Кастро. Перша серія вийшла в ефір 13 листопада 2023 р. Серіал має 1 сезон. Завершився 82-м епізодом, який вийшов у ефір 3 березня 2024 р.
Продюсер серіалу — Хосе Альберто Кастро.
Серіал є адаптацією мексиканського серіалу «Прокляття», 1983 року.

## Сюжет
Беатріс, одинока мати, виходить заміж за могутнього мільйонера Енріке де Мартіно. Незабаром після шлюбу Беатріс з жахом дізнається, що її коханий чоловік — чаклун, який поклоняється диявольській істоті та завдячує своїм станом чорній магії.

## Актори та ролі
| Актор            | Роль                            |
| ---------------- | ------------------------------- |
| Фернандо Колунга | Енріке де Мартіно               |
| Марлене Фавела   | Беатріс Альмазан                |
| Хуліан Гіл       | Херардо Астер                   |
| Жаклін Андере    | Нурія Альмазан                  |
| Софія Кастро     | Вікторія «Вікі» Монтес Альмазан |
| Алехандро Кальва | отець Каєтано                   |
| Алехандро Авіла  | Хоель Нуньєс                    |
| Адріан Ді Монте  | Хорхе Мартіно Аларкон           |
| Вероніка Монтес  | Джулія Перальта                 |
| Джессіка Коч     | Діана Охеда                     |
| Хуліо Вальядо    | Рауль де Мартіно Аларкон        |
| Маркін Лопес     | Даміан Перес «Капітан»          |
| Педро де Тавіра  | отець Едуардо                   |
| Маріо Лоріа      | Адріан Зуріта                   |
| Джайме Матеу     | Фернандо Сальгадо               |
| Калед Акаб       | Хуан «Хуаніто» Монтес Альмасан  |
| Хесус Карус      | Карлос Рамірес Флорес           |
| Катя Бада        | Рут                             |
| Ніколь Кюріель   | Клара                           |
| Мішель Дюран     | Роберта                         |
| Рафаель Інклан   | Даріо                           |
| Ана Белена       | Нора Аларкон                    |
| Марк Тачер       | Альваро Кампос                  |
| Серхіо Басанес   |                                 |
| Шанталь Андере   | Долорес Сарагоса                |
| Еухеніо Кобо     | кардинал Мондрагон              |
| Марсія Кутіньо   | Марсія                          |
| Карла Коссіо     | Люсія                           |
| Серхіо Гойрі     | Умберто Замора                  |
| Херардо Мургіа   | кардинал Фабіо Нері             |

## Сезони
| Сезон | Епізоди | Епізоди | Оригінальний показ | Оригінальний показ | Оригінальний показ |
| Сезон | Епізоди | Епізоди | Перший показ       | Останній показ     | Мережа             |
| ----- | ------- | ------- | ------------------ | ------------------ | ------------------ |
| 1     | 82      | 82      | 13 листопада 2023  | 3 березня 2024     | Las Estrellas      |

## Аудиторія
| Країна трансляції | Сезон | Розклад       | Серії | Перший ефір       | Перший ефір | Останній ефір  | Останній ефір | Середній бал |
| Країна трансляції | Сезон | Розклад       | Серії | Дата              | Дата        | Дата           | Дата          | Середній бал |
| ----------------- | ----- | ------------- | ----- | ----------------- | ----------- | -------------- | ------------- | ------------ |
| Мексика           | 1     | 21:30 — 22:15 | 81    | 13 листопада 2019 | 2,7         | 3 березня 2024 | 2,97          | 2,40         |

## Версії
| Рік  | Країна  | Українська назва | Оригінальна назва | Кількість | Кількість | В головних ролях                                                       | Компанія | Канал         |
| Рік  | Країна  | Українська назва | Оригінальна назва | сезонів   | серій     | В головних ролях                                                       | Компанія | Канал         |
| ---- | ------- | ---------------- | ----------------- | --------- | --------- | ---------------------------------------------------------------------- | -------- | ------------- |
| 1983 | Мексика | Прокляття        | El maleficio      | 1         | 162       | Жаклін Андере, Ернесто Алонсо, Карлос Брачо, Норма Еррера, Марія Сорте | Televisa | Las Estrellas |